# Sandar (España)
Sandar es una aldea española situada en la parroquia de Agrón, del municipio de Ames, en la provincia de La Coruña, Galicia.

## Demografía
| Gráfica de evolución demográfica de Sandar entre 2000 y 2018 |
|                                                              |
| Datos según el nomenclátor publicado por el INE.             |